# 马来西亚在野党
马来西亚在野党，也称为反对党，履行的职责与其他君主制英联邦国家的在野党相同。它被视为替代政府同时是现任政府在大选中的主要对手。在野党主要任务为监督政府、批评和指责政府，影响政府政策，议会内外牵制等以避免一党独大以及执政党滥用权力的局面。在野党会在将近全国大选时提出竞选宣言，以吸引选民支持其成为执政党。

## 历史

### 1955年至1959年
1955年大选选出立法会中的52名民选议员（另外46名为官委议员），联盟赢下51席，泛马回教党赢得1席，成为立法会中的唯一反对党。1957年马来亚独立后，立法会议员成为国会议员，直到1959年任期结束为止。

### 1959年至1969年
1959年的选举中，马来亚人民社会主义阵线（简称社阵，马来西亚第一个反对党联盟）（由马来亚人民党和马来亚劳工党组成）和泛马回教党为主要的反对党，其他次要反对党还包括人民进步党、国家党和马来亚党。1964年，社阵、回教党、进步党继续保持在野党地位，还新增民主联合党和人民行动党。
1966年，社阵解散，此后一直到1990年人民阵线和穆斯林团结阵线成立，马来西亚一直都没有反对党联盟。

### 1969年至2008年
1969年的选举中，人民进步党（前称霹雳进步党）和民主行动党及民政党，以在野党身份竞选差点夺下霹雳州州政权，随后悉数成为国民阵线（简称国阵，联盟的扩大）的成员党之一（除了行动党）。因新加坡州被逐出聯邦後，由該州執政黨人民行動黨在半島的支部改組而成的民主行动党也在这次大选赢得13国会议席及31州议席，崛起成为马来西亚主要的在野党。五一三事件以后，国内最大的在野党为民主行动党（1969年、1974年、1978年、1982年、1986年、1990年、1995年大选中在野党赢得最多席位的是民主行动党）。
1990年，在从巫统分裂出来的四六精神党的牵头下，国内各反对党组成人民阵线和穆斯林团结阵线应对第10届大选，穆斯林团结阵线在吉兰丹州赢下全部州议席，执政丹州。第11届大选期间，行动党和四六精神党与回教党先后决裂，并退出人民阵线。再加上本届大选反对党成绩不佳，两个联盟于1996年解散。
1998年9月，民主行动党与回教党及刚创立的国民公正党组成替代阵线后，最大的在野党为替代阵线（1999年）。然而在2001年民主行动党因反对回教党的伊斯兰国概念而退出阵线，2004年马来西亚大选中，反对党中民主行动党赢得的议席比替代阵线多，最大的在野党也变成民主行动党。

### 2008年至2013年
本届大选参选的主要反对党有民主行动党、回教党和人民公正党。大选后，三党组成一个新的选举联盟人民联盟（简称民联）。由于2013年大选大多数华裔都一面倒支持反对党，此次大选被时任首相纳吉·阿都拉萨称为“华人海啸”，而这番言论也引起争议。

### 2013年至2018年
人民联盟三党因对伊斯兰刑事法有分歧不同，而在2015年6月解体。2015年9月22日，民主行动党、人民公正党和由伊斯兰党开明派成立的国家诚信党组成希望联盟（简称希盟）。2017年3月14日，由马哈迪·莫哈末成立的土著团结党的加入使希盟成为能与国阵联盟抗衡的在野党。

### 2018年至2020年
2018年马来西亚大选，国阵丢失政权成为目前最大的在野党，纳吉也因此辞去巫统主席和国阵主席的位子，现任反对党领袖是阿末扎希。2018年9月26日，国阵宣布影子内阁成立，以便制衡现任政府。
2020年，时任首相马哈迪宣布辞职，希盟政府垮台。国阵在这场政治危机中支持慕尤丁任相，由此组成国盟-国阵联合政府，摆脱反对党地位。

### 2020年至2022年
希盟政府垮台后，希望联盟重新成为反对党。因国盟政府“无能”和“无能力领导国家”，反对党领袖兼公正党主席安华于2021年5月9日宣布成立影子内阁。
2021年，巫统主席阿末扎希发起“倒阁行动”，多名巫统部长辞职，最终导致慕尤丁请辞，国盟政府垮台。唯国盟继续与国阵合作，巫统副主席依斯迈沙比利任相，希盟继续维持反对党地位。

### 2022年至今
2022年马来西亚大选后，马来西亚首次出现悬峙议会，没有任何政党联盟能单独执政。经过最高元首苏丹阿都拉劝喻后，除国盟外各政党及联盟成立联合政府，由安华任相，国盟因此成为反对党。国盟反对党领袖韩沙再努丁于2023年2月2日宣布成立影子内阁。
2023年，民联阵宣布撤回对联合政府的支持，因此成为反对党。

## 现任反对党领袖

### 国会
| 议院                     | 标志 | 肖像 | 名称 选区 生日                  | 政党 | 政党           | 任期                        |
| ------------------------ | ---- | ---- | ------------------------------- | ---- | -------------- | --------------------------- |
| 马来西亚上议院（第15届） |      |      | 未设置                          |      | 不適用         | 不適用                      |
| 马来西亚下议院（第15届） |      |      | 韩沙再努丁 拉律 (1957年3月12日) |      | 国盟（土团党） | 2022年12月10日 （2年246天） |

### 州议会
| 州/邦议会              | 标志 | 肖像 | 名称 选区 生日                           | 政党 | 政党             | 任期                        |
| ---------------------- | ---- | ---- | ---------------------------------------- | ---- | ---------------- | --------------------------- |
| 玻璃市州议会（第15届） |      |      | 颜艾菱 英特拉稼秧岸 (？)                 |      | 希盟（公正黨）   | 2022年11月19日 （2年267天） |
| 吉打州议会（第15届）   |      |      | 包旺 西塘 (？)                           |      | 希盟（公正黨）   | 2023年11月26日 （1年260天） |
| 吉兰丹州议会（第15届） |      |      | 莫哈末沙布丁 加腊士 (1980年9月20日)      |      | 国阵（巫统）     | 2023年9月5日 （1年342天）   |
| 登嘉楼州议会（第15届） |      |      | 悬空 该州无反对党                        |      | 不适用           | 不适用                      |
| 槟城州议会（第15届）   |      |      | 莫哈末尤索夫诺 双溪赖 （1962/1963）      |      | 国盟(伊斯兰党)   | 2023年11月17日 （1年269天） |
| 霹雳州议会（第15届）   |      |      | 拉兹曼·扎卡里亚 新芒魏 （1960年2月16日） |      | 国盟（伊斯兰党） | 2022年12月9日 （2年247天）  |
| 彭亨州议会（第15届）   |      |      | 端依布拉欣·端曼 积卡 （1960年8月27日）   |      | 国盟（伊斯兰党） | 2022年12月6日 （2年250天）  |
| 雪兰莪州议会（第15届） |      |      | 阿兹敏阿里 淡江 （1964年8月25日）        |      | 国盟(土团党）    | 2023年9月19日 （1年328天）  |
| 森美兰州议会（第15届） |      |      | 莫哈末尼法 拉务 （1980年10月16日）       |      | 国盟(土团党）    | 2024年3月21日 （1年145天）  |
| 马六甲州议会（第15届） |      |      | 亚迪兹 望万 (1978年4月14日)              |      | 国盟（土团党）   | 2022年12月14日 （2年242天） |
| 柔佛州议会（第15届）   |      |      | 曾笳恩 士都兰 （1975年10月13日）         |      | 希盟（行动党）   | 2022年12月11日 （2年245天） |
| 沙巴邦议会（第16届）   |      |      | 沙菲益阿达 史那浪 （1956年10月20日）     |      | 民兴党）         | 2020年9月29日 （4年318天）  |
| 砂拉越邦议会（第19届） |      |      | 张健仁 浮罗岸 （1971年2月12日）          |      | 希盟（行动党）   | 2023年11月20日 （1年266天） |